# Ženski Fudbalski Klub Kočani
Lo Ženski fudbalski klub Kočani è una squadra di calcio femminile macedone della città di Kočani.

## Storia
La squadra, fondata nel 2006, vince i suoi primi titoli nella stagione 2013/14, in cui riesce a conquistare campionato e coppa nazionale.

## Titoli
- 1 Campionato macedone 2013/14
- 1 Coppa della Macedonia 2013/14

## Risultati nelle competizioni UEFA
| Stagione | Competizione     | Fase                     | Avversario   | Risultato | Risultato | Risultato |
| Stagione | Competizione     | Fase                     | Avversario   | andata    | ritorno   | aggregato |
| -------- | ---------------- | ------------------------ | ------------ | --------- | --------- | --------- |
| 2014-15  | Champions League | gironi di qualificazione | Åland United | 0-4       | 0-4       | 0-4       |
| 2014-15  | Champions League |                          | SFK 2000     | 0-7       | 0-7       | 0-7       |
| 2014-15  | Champions League |                          | Medyk Konin  | 1-11      | 1-11      | 1-11      |

## Rosa
| N. |                               | Ruolo | Calciatrice          |
| -- | ----------------------------- | ----- | -------------------- |
| 1  | Macedonia del Nord (bandiera) | P     | Lidija Georgievska   |
| 2  | Macedonia del Nord (bandiera) | D     | Monika Todorovska    |
| 3  | Macedonia del Nord (bandiera) | D     | Katerina Stojanovska |
| 4  | Macedonia del Nord (bandiera) | D     | Ana Veselinova       |
| 5  | Macedonia del Nord (bandiera) | C     | Hristina Adjuleska   |
| 6  | Macedonia del Nord (bandiera) | C     | Nikolina Trajkovska  |
| 7  | Macedonia del Nord (bandiera) | C     | Verica Gjeorgjieva   |
| 8  | Macedonia del Nord (bandiera) | C     | Aleksandra Markovska |
| 9  | Macedonia del Nord (bandiera) | D     | Jasmina Stojanoska   |
| 10 | Macedonia del Nord (bandiera) | C     | Katerina Mileska     |
| 11 | Macedonia del Nord (bandiera) | A     | Afrodita Saliihi     |
| 14 | Macedonia del Nord (bandiera) | A     | Eli Jakovska         |

| N. |                               | Ruolo | Calciatrice        |
| -- | ----------------------------- | ----- | ------------------ |
| 15 | Macedonia del Nord (bandiera) | D     | Marina Arsovska    |
| 16 | Macedonia del Nord (bandiera) | C     | Saska Kokalovska   |
| 17 | Macedonia del Nord (bandiera) | C     | Tanja Mitrevska    |
| 18 | Macedonia del Nord (bandiera) | D     | Emilija Milenkova  |
| 19 | Macedonia del Nord (bandiera) | A     | Simona Krstanovska |
| 20 | Macedonia del Nord (bandiera) | A     | Violeta Spirovska  |
| 21 | Macedonia del Nord (bandiera) | D     | Natalia Naumoff    |
| 23 | Macedonia del Nord (bandiera) | D     | Martina Smilkovska |
| 24 | Macedonia del Nord (bandiera) | A     | Simona Acova       |
| 25 | Macedonia del Nord (bandiera) | P     | Elena Cakmakoska   |
| 77 | Macedonia del Nord (bandiera) | D     | Dragana Angelova   |
| 99 | Macedonia del Nord (bandiera) | P     | Olgica Arsova      |

## Collegamenti
- Pagina Facebook ufficiale, su facebook.com.